# Planübererfüllung
Der Begriff Planübererfüllung stammt aus dem Sprachgebrauch der sozialistischen Planwirtschaft, im deutschen Sprachraum also aus der DDR.

## Geschichte
Planübererfüllung bezeichnet eine Arbeit, die erfolgreicher erledigt wurde, als es vom zentralen Wirtschaftsplan (in der Regel einem Fünfjahresplan) innerhalb der jeweiligen Arbeitsnorm vorgesehen war. Dementsprechend wurden besonders fleißige Arbeiter vom SED-Staat ausgezeichnet, während sie unter Kollegen als Normbrecher galten, die eine Erhöhung der erwarteten Durchschnittsproduktion provozierten. In der DDR wurden vor allem Frida Hockauf und Adolf Hennecke aufgrund von Planübererfüllung medienwirksam zu Symbolen eines erfolgreichen Arbeiter-und-Bauern-Staats stilisiert.
In späteren Jahren der DDR wurde die Planübererfüllung nach dem offiziellen Motto „Planerfüllung und gezielte Überbietung der Planaufgaben“ bereits fest eingeplant, indem man die ursprüngliche Norm bei der Planverteidigung nicht auf das mögliche Maximum festlegte. Eine Planübererfüllung war nicht zuletzt wegen der dafür gewährten Jahresendprämie notwendig, die Arbeiter und Angestellte oft als festen Einkommensbestandteil betrachteten.
Heutzutage wird der Begriff allenfalls in ironischer Anspielung auf den Sprachgebrauch in der DDR verwendet.